# キャロリン・ブジャー
キャロリン・ブジャー（Caroline Boujard、1994年1月1日 - ）は、フランスの女子ラグビー選手。

## プロフィール
- フランス・サン＝クルー出身[1]。
- ポジションはウィング(WTB)。
- 身長 183cm、体重 70kg
- 女子フランス代表キャップは46（2022年12月現在）。

## 略歴
2017年、女子ラグビーワールドカップ2017の女子フランス代表に選ばれた。

## 受賞歴
- ワールドラグビー女子15人制ドリームチーム:2021年[3]